# Kammerensemble Neue Musik Berlin
Le Kammerensemble Neue Musik Berlin, aussi appelé KNM Berlin est un ensemble musical consacré à la musique contemporaine, installé à Berlin.
L'ensemble est créé à Berlin-Est en 1988 par des étudiants de l'Académie de musique Hanns Eisler. Les interprètes ont collaboré avec des compositeurs tels que Mark Andre, Georg Katzer (en), Chris Newman (en), Helmut Oehring (en), Dieter Schnebel et le chef Roland Kluttig (en). Ils sont décrits comme « un groupe qui associe l'ouverture à la tradition de la musique expérimentale avec un haut niveau de jeu en mode conventionnel ». Barbara Buchholz, Philipp Maintz, Michael Mantler et Graham Waterhouse comptent parmi les musiciens qui ont joué dans l'ensemble.

## Discographie
L'ensemble a enregistré pour CPO, ECM, Kairos, Mode Records, Neos Music et Wergo.